# Messier 55
Messier 55 (również M55, NGC 6809) – druga pod względem jasności gromada kulista w gwiazdozbiorze Strzelca. Została odkryta 16 czerwca 1752 roku przez Nicolasa de Lacaille podczas obserwacji prowadzonych w Afryce Południowej, skatalogował on ją jako Lac I.14. Charles Messier odnalazł ją i skatalogował 24 lipca 1778 roku po wielu bezskutecznych próbach obserwacji, podejmowanych od 1764 roku.
Na niebie ma średnicę 19', jasność 6,3m. Znajduje się w odległości 17,6 tysiąca lat świetlnych od Ziemi oraz 12,7 tysiąca lat świetlnych od centrum Galaktyki. Jej gwiazdy w nieznacznym stopniu koncentrują się w kierunku środka. Rzeczywista średnica gromady wynosi około 100 lat świetlnych. Jej jasność przewyższa jasność Słońca około 100 tys. razy. M55, podobnie jak inne gromady kuliste, znajduje się w halo Drogi Mlecznej.
Znanych jest zaledwie 5-6 gwiazd zmiennych należących do M55.